# Donji Marinkovac
Donji Marinkovac je naseljeno mjesto u Republici Hrvatskoj u Zagrebačkoj županiji. 

## Zemljopis
Administrativno je u sastavu općine Dubrava. Naselje se proteže na površini od 1,86 km².

## Stanovništvo
Prema popisu stanovništva iz 2001. godine u Donjem Marinkovcu živi 101 stanovnik i to u 30 kućanstava. Gustoća naseljenosti iznosi 54,30 st./km².
| broj stanovnika |       |       |       |       |       |       |       |       | 261   | 246   | 196   | 146   | 117   | 99    | 101   | 95    | 64    |
|                 | 1857. | 1869. | 1880. | 1890. | 1900. | 1910. | 1921. | 1931. | 1948. | 1953. | 1961. | 1971. | 1981. | 1991. | 2001. | 2011. | 2021. |